# Iepurele și broaștele
Iepurele și broaștele este un film românesc din 1970 regizat de Victor Antonescu.